# الرفاعه
الرفاعة (به عربی: الرفاعة) یک منطقهٔ مسکونی در امارات متحده عربی است که در دبی، امارات واقع شده‌است.